# IC 3803
IC 3803 је појединачна звијезда у сазвјежђу Дјевица која се налази на листи објеката дубоког неба у Индекс каталогу.
Деклинација објекта је + 10° 37' 56" а ректасцензија 12h 49m 4,4s.